# Frontera entre Qatar i Bahrain
La frontera entre Qatar i Bahrain és la frontera marítima internacional que separa Bahrain de Qatar. Està situa da al golf de Bahrain, una porció del golf Pèrsic. Aquesta frontera és íntegrament marítima i ha estat objecte de reivindicació al voltant de les illes Hawar, afer portat davant el Tribunal Internacional de Justícia.
L'origen de la constitució d'aquesta frontera es remunta al 1868 quan l'Imperi Britànic va colonitzar aquesta regió de l'Orient Mitjà i va decidir concloure acords per separat entre les tribus de Qatar i els Al Khalifa que regnaven a Bahrain com a conseqüència dels enfrontaments armats; anteriorment, la península de Qatar era considerada pels britànics com una dependència de Bahrain.